# Olympische Sommerspiele 2020/Schwimmen – 200 m Brust (Männer)
Der Schwimmwettkampf über 200 Meter Brust der Männer bei den Olympischen Spielen 2020 in Tokio wurde vom 27. bis 29. Juli 2021 im Tokyo Aquatics Centre ausgetragen.
Es fanden fünf Vorläufe statt. Die 16 schnellsten Schwimmer aller Vorläufe qualifizierten sich für die beiden Halbfinals, die einen Tag später ausgetragen wurden. Für das Finale am darauffolgenden Tag qualifizierten sich hier die acht schnellsten Starter beider Läufe.
Abkürzungen: 
 WR = Weltrekord, OR = olympischer Rekord, AS = asiatischer Rekord, NR = nationaler Rekord, PB = persönliche Bestleistung, JWB = Jahresweltbestzeit

## Rekorde
Vor Beginn der Olympischen Spiele waren folgende Rekorde gültig.
| Weltrekord         | Anton Tschupkow | 2:06,12 min | Gwangju, Südkorea         | 26. Juli 2019  |
| Olympischer Rekord | Ippei Watanabe  | 2:07,22 min | Rio de Janeiro, Brasilien | 9. August 2016 |

Während der Olympischen Spiele wurde folgender Rekord gebrochen:
| Olympischer Rekord | Zac Stubblety-Cook | 2:06,38 min | Tokio, Japan | 29. Juli 2021 |

## Vorläufe
Dienstag, 27. Juli 2021, 12:38 Uhr MESZ
 

### Vorlauf 1
| Platz | Bahn | Schwimmer            | Nation                  | Zeit (min)  | Anmerkung |
| ----- | ---- | -------------------- | ----------------------- | ----------- | --------- |
| 1     | 2    | Tyler Christianson   | Panama                  | 2:13,41 min | NR        |
| 2     | 6    | Ryan Maskelyne       | Papua-Neuguinea         | 2:15,33 min | NR        |
| 3     | 3    | Josué Domínguez      | Dominikanische Republik | 2:17,34 min |           |
| 4     | 4    | Taichi Vakasama      | Fidschi                 | 2:17,35 min |           |
| 5     | 5    | Izaak Bastian        | Bahamas                 | 2:17,40 min |           |
| 6     | 7    | Julio Horrego        | Honduras                | 2:17,51 min |           |
| 7     | 1    | Arnoldo Herrera      | Costa Rica              | 2:20,09 min |           |
| 8     | 8    | Abdulaziz Al-Obaidly | Katar                   | 2:23,22 min |           |

### Vorlauf 2
| Platz | Bahn | Schwimmer       | Nation                       | Zeit (min)  | Anmerkung |
| ----- | ---- | --------------- | ---------------------------- | ----------- | --------- |
| 1     | 3    | Denis Petrashov | Kirgisistan                  | 2:10,07 min | NR        |
| 2     | 4    | Anton McKee     | Island                       | 2:11,64 min |           |
| 3     | 5    | Martin Allikvee | Estland                      | 2:12,60 min |           |
| 4     | 2    | Amro Al-Wir     | Jordanien                    | 2:12,61 min |           |
| 5     | 7    | Ron Polonsky    | Israel                       | 2:12,71 min |           |
| 6     | 6    | Jorge Murillo   | Kolumbien                    | 2:13,46 min |           |
| 7     | 8    | Daniils Bobrovs | Lettland                     | 2:14,25 min |           |
| 8     | 1    | Adriel Sanes    | Amerikanische Jungferninseln | 2:16,87 min |           |

### Vorlauf 3
| Platz | Bahn | Schwimmer             | Nation         | Zeit (min)  | Anmerkung |
| ----- | ---- | --------------------- | -------------- | ----------- | --------- |
| 1     | 2    | Matti Mattsson        | Finnland       | 2:08,44 min |           |
| 2     | 4    | Shoma Sato            | Japan          | 2:09,43 min |           |
| 3     | 8    | Antoine Viquerat      | Frankreich     | 2:09,54 min |           |
| 4     | 5    | James Wilby           | Großbritannien | 2:09,70 min |           |
| 5     | 6    | Ross Murdoch          | Großbritannien | 2:09,95 min |           |
| 6     | 7    | Cho Sung-jae          | Südkorea       | 2:10,17 min |           |
| 7     | 3    | Marco Koch            | Deutschland    | 2:10,18 min |           |
| 8     | 1    | Christopher Rothbauer | Österreich     | 2:13,19 min |           |

### Vorlauf 4
| Platz | Bahn | Schwimmer           | Nation             | Zeit (min)  | Anmerkung |
| ----- | ---- | ------------------- | ------------------ | ----------- | --------- |
| 1     | 4    | Zac Stubblety-Cook  | Australien         | 2:07,37 min |           |
| 2     | 5    | Arno Kamminga       | Niederlande        | 2:07,37 min |           |
| 3     | 3    | Ryuya Mura          | Japan              | 2:09,00 min |           |
| 4     | 2    | Kirill Prigoda      | ROC                | 2:09,21 min |           |
| 5     | 8    | Ljubomir Epitropow  | Bulgarien          | 2:09,68 min | NR        |
| 6     | 6    | Andrew Wilson       | Vereinigte Staaten | 2:09,97 min |           |
| 7     | 7    | Caspar Corbeau      | Niederlande        | 2:10,21 min |           |
| 8     | 1    | Berkay Ömer Öğretir | Türkei             | 2:10,73 min |           |

### Vorlauf 5
| Platz | Bahn | Schwimmer          | Nation             | Zeit (min)  | Anmerkung |
| ----- | ---- | ------------------ | ------------------ | ----------- | --------- |
| 1     | 3    | Nic Fink           | Vereinigte Staaten | 2:08,48 min |           |
| 2     | 4    | Anton Tschupkow    | ROC                | 2:08,54 min |           |
| 3     | 6    | Erik Persson       | Schweden           | 2:08,76 min |           |
| 4     | 2    | Dmitri Balandin    | Kasachstan         | 2:08,99 min |           |
| 5     | 5    | Matthew Wilson     | Australien         | 2:09,29 min |           |
| 6     | 1    | Andrius Šidlauskas | Litauen            | 2:09,56 min |           |
| 7     | 8    | Darragh Greene     | Irland             | 2:11,09 min |           |
|       | 7    | Qin Haiyang        | China              | DSQ         |           |

### Zusammenfassung
| Platz | Vorlauf | Bahn | Schwimmer             | Nation                       | Zeit (min)  | Anmerkung |
| ----- | ------- | ---- | --------------------- | ---------------------------- | ----------- | --------- |
| 1     | 4       | 4    | Zac Stubblety-Cook    | Australien                   | 2:07,37 min |           |
| 1     | 4       | 5    | Arno Kamminga         | Niederlande                  | 2:07,37 min |           |
| 3     | 3       | 2    | Matti Mattsson        | Finnland                     | 2:08,44 min |           |
| 4     | 5       | 3    | Nic Fink              | Vereinigte Staaten           | 2:08,48 min |           |
| 5     | 5       | 4    | Anton Tschupkow       | ROC                          | 2:08,54 min |           |
| 6     | 5       | 6    | Erik Persson          | Schweden                     | 2:08,76 min |           |
| 7     | 5       | 2    | Dmitri Balandin       | Kasachstan                   | 2:08,99 min |           |
| 8     | 4       | 3    | Ryuya Mura            | Japan                        | 2:09,00 min |           |
| 9     | 4       | 2    | Kirill Prigoda        | ROC                          | 2:09,21 min |           |
| 10    | 5       | 5    | Matthew Wilson        | Australien                   | 2:09,29 min |           |
| 11    | 3       | 4    | Shoma Sato            | Japan                        | 2:09,43 min |           |
| 12    | 3       | 8    | Antoine Viquerat      | Frankreich                   | 2:09,54 min |           |
| 13    | 5       | 1    | Andrius Šidlauskas    | Litauen                      | 2:09,56 min |           |
| 14    | 4       | 8    | Ljubomir Epitropow    | Bulgarien                    | 2:09,68 min | NR        |
| 15    | 3       | 5    | James Wilby           | Großbritannien               | 2:09,70 min |           |
| 16    | 3       | 6    | Ross Murdoch          | Großbritannien               | 2:09,95 min |           |
| 17    | 4       | 6    | Andrew Wilson         | Vereinigte Staaten           | 2:09,97 min |           |
| 18    | 2       | 3    | Denis Petrashov       | Kirgisistan                  | 2:10,07 min | NR        |
| 19    | 3       | 7    | Cho Sung-jae          | Südkorea                     | 2:10,17 min |           |
| 20    | 3       | 3    | Marco Koch            | Deutschland                  | 2:10,18 min |           |
| 21    | 4       | 7    | Caspar Corbeau        | Niederlande                  | 2:10,21 min |           |
| 22    | 4       | 1    | Berkay Ömer Öğretir   | Türkei                       | 2:10,73 min |           |
| 23    | 5       | 8    | Darragh Greene        | Irland                       | 2:11,09 min |           |
| 24    | 2       | 4    | Anton McKee           | Island                       | 2:11,64 min |           |
| 25    | 2       | 5    | Martin Allikvee       | Estland                      | 2:12,60 min |           |
| 26    | 2       | 2    | Amro Al-Wir           | Jordanien                    | 2:12,61 min |           |
| 27    | 2       | 7    | Ron Polonsky          | Israel                       | 2:12,71 min |           |
| 28    | 3       | 1    | Christopher Rothbauer | Österreich                   | 2:13,19 min |           |
| 29    | 1       | 2    | Tyler Christianson    | Panama                       | 2:13,41 min | NR        |
| 30    | 2       | 6    | Jorge Murillo         | Kolumbien                    | 2:13,46 min |           |
| 31    | 2       | 8    | Daniils Bobrovs       | Lettland                     | 2:14,25 min |           |
| 32    | 1       | 6    | Ryan Maskelyne        | Papua-Neuguinea              | 2:15,33 min | NR        |
| 33    | 2       | 1    | Adriel Sanes          | Amerikanische Jungferninseln | 2:16,87 min |           |
| 34    | 1       | 3    | Josué Domínguez       | Dominikanische Republik      | 2:17,34 min |           |
| 35    | 1       | 4    | Taichi Vakasama       | Fidschi                      | 2:17,35 min |           |
| 36    | 1       | 5    | Izaak Bastian         | Bahamas                      | 2:17,40 min |           |
| 37    | 1       | 7    | Julio Horrego         | Honduras                     | 2:17,51 min |           |
| 38    | 1       | 1    | Arnoldo Herrera       | Costa Rica                   | 2:20,09 min |           |
| 39    | 1       | 8    | Abdulaziz Al-Obaidly  | Katar                        | 2:23,22 min |           |
|       | 5       | 7    | Qin Haiyang           | China                        | DSQ         |           |

## Halbfinale
Mittwoch, 28. Juli 2021, 4:21 Uhr MESZ
 

### Halbfinale 1
| Platz | Bahn | Schwimmer          | Nation             | Zeit (min)  | Anmerkung |
| ----- | ---- | ------------------ | ------------------ | ----------- | --------- |
| 1     | 4    | Arno Kamminga      | Niederlande        | 2:07,99 min |           |
| 2     | 5    | Nic Fink           | Vereinigte Staaten | 2:08,00 min |           |
| 3     | 6    | Ryuya Mura         | Japan              | 2:08,27 min |           |
| 4     | 3    | Erik Persson       | Schweden           | 2:08,76 min |           |
| 5     | 7    | Antoine Viquerat   | Frankreich         | 2:09,97 min |           |
| 5     | 8    | Ross Murdoch       | Großbritannien     | 2:09,97 min |           |
| 7     | 2    | Matthew Wilson     | Australien         | 2:10,10 min |           |
| 8     | 1    | Ljubomir Epitropow | Bulgarien          | 2:10,33 min |           |

### Halbfinale 2
| Platz | Bahn | Schwimmer          | Nation         | Zeit (min)  | Anmerkung |
| ----- | ---- | ------------------ | -------------- | ----------- | --------- |
| 1     | 4    | Zac Stubblety-Cook | Australien     | 2:07,35 min |           |
| 2     | 8    | James Wilby        | Großbritannien | 2:07,91 min |           |
| 3     | 5    | Matti Mattsson     | Finnland       | 2:08,22 min | NR        |
| 4     | 3    | Anton Tschupkow    | ROC            | 2:08,54 min |           |
| 5     | 2    | Kirill Prigoda     | ROC            | 2:08,88 min |           |
| 6     | 7    | Shoma Sato         | Japan          | 2:09,04 min |           |
| 7     | 6    | Dmitri Balandin    | Kasachstan     | 2:09,22 min |           |
| 8     | 8    | Andrius Šidlauskas | Litauen        | 2:10,69 min |           |

### Zusammenfassung
| Platz | Vorlauf | Bahn | Schwimmer          | Nation             | Zeit (min)  | Anmerkung |
| ----- | ------- | ---- | ------------------ | ------------------ | ----------- | --------- |
| 1     | 2       | 4    | Zac Stubblety-Cook | Australien         | 2:07,35 min |           |
| 2     | 2       | 8    | James Wilby        | Großbritannien     | 2:07,91 min |           |
| 3     | 1       | 4    | Arno Kamminga      | Niederlande        | 2:07,99 min |           |
| 4     | 1       | 5    | Nic Fink           | Vereinigte Staaten | 2:08,00 min |           |
| 5     | 2       | 5    | Matti Mattsson     | Finnland           | 2:08,22 min | NR        |
| 6     | 1       | 6    | Ryuya Mura         | Japan              | 2:08,27 min |           |
| 7     | 2       | 3    | Anton Tschupkow    | ROC                | 2:08,54 min |           |
| 8     | 1       | 3    | Erik Persson       | Schweden           | 2:08,76 min |           |
| 9     | 2       | 2    | Kirill Prigoda     | ROC                | 2:08,88 min |           |
| 10    | 2       | 7    | Shoma Sato         | Japan              | 2:09,04 min |           |
| 11    | 2       | 6    | Dmitri Balandin    | Kasachstan         | 2:09,22 min |           |
| 12    | 1       | 7    | Antoine Viquerat   | Frankreich         | 2:09,97 min |           |
| 12    | 1       | 8    | Ross Murdoch       | Großbritannien     | 2:09,97 min |           |
| 14    | 1       | 2    | Matthew Wilson     | Australien         | 2:10,10 min |           |
| 15    | 1       | 1    | Ljubomir Epitropow | Bulgarien          | 2:10,33 min |           |
| 16    | 2       | 8    | Andrius Šidlauskas | Litauen            | 2:10,69 min |           |

## Finale
Donnerstag, 29. Juli 2021, 3:44 Uhr MESZ

| Platz | Bahn | Schwimmer          | Nation             | Zeit (min)  | Anmerkung |
| ----- | ---- | ------------------ | ------------------ | ----------- | --------- |
| 1     | 4    | Zac Stubblety-Cook | Australien         | 2:06,38 min | OR        |
| 2     | 3    | Arno Kamminga      | Niederlande        | 2:07,01 min |           |
| 3     | 2    | Matti Mattsson     | Finnland           | 2:07,13 min | NR        |
| 4     | 1    | Anton Tschupkow    | ROC                | 2:07,24 min |           |
| 5     | 6    | Nic Fink           | Vereinigte Staaten | 2:07,93 min |           |
| 6     | 5    | James Wilby        | Großbritannien     | 2:08,19 min |           |
| 7     | 7    | Ryuya Mura         | Japan              | 2:08,42 min |           |
| 8     | 8    | Erik Persson       | Schweden           | 2:08,88 min |           |